# Mutasarrifato del Monte Líbano
El Mutasarrifato del Monte Líbano (en árabe: متصرفية جبل لبنان‎; en turco: Cebel-i Lübnan Mutasarrıflığı) fue una de las subdivisiones del Imperio otomano tras la reforma de Tanzimat. Después de 1861 existía un Monte Líbano autónomo con un mutasarrif cristiano, que había sido creado como patria de los maronitas bajo la presión diplomática europea después de las masacres de 1860. 

## Antecedentes

### 1840: Conflicto del Monte Líbano
Cuando el Imperio otomano comenzó a declinar, la estructura administrativa se vio presionada. Tras la continua animosidad y la lucha entre los maronitas y los drusos, los representantes de las potencias europeas le propusieron al sultán Abdülmecid I que el Líbano se dividiera en secciones cristianas y drusas. El Sublime Porte finalmente se vio obligado a renunciar a sus planes para el gobierno directo del Líbano, y el 7 de diciembre de 1842, el sultán adoptó la propuesta del príncipe Metternich y le pidió a Assad Pasha, el gobernador (vali) de Beirut, que dividiera el Monte Líbano, en dos distritos: un distrito norte bajo un kaymakam cristiano y un distrito sur bajo uno druso, ambos elegidos entre los líderes tribales. Ambos funcionarios debían presentarse ante el gobernador de Sidón, que residía en Beirut.

### 1860: Guerra civil
El 22 de mayo de 1860, un pequeño grupo de maronitas disparó contra un grupo de drusos a la entrada de Beirut, matando a uno e hiriendo a dos. Esto provocó un torrente de violencia que se extendió por el Líbano. En solo tres días, del 29 al 31 de mayo, 60 aldeas fueron destruidas en las cercanías de Beirut. 33 cristianos y 48 drusos resultaron asesinados. En junio, los disturbios se habían extendido a los barrios «mixtos» del sur del Líbano y el Anti Líbano, a Sidón, Hasbaya, Rashaya, Deir el Qamar y Zahlé. Los campesinos drusos sitiaron monasterios y misiones católicas, los quemaron y mataron a los monjes. Francia intervino en nombre de la población cristiana local y Gran Bretaña en nombre de los drusos después de las masacres, en las que murieron más de 10 000 cristianos.

## Historia

### Creación del Mutasarrifato
El 5 de septiembre de 1860, una comisión internacional compuesta por Francia, Gran Bretaña, Austria, Prusia, Rusia y el Imperio otomano se reunió para investigar las causas de los acontecimientos de 1860 y recomendar un nuevo sistema administrativo y judicial para el Líbano que evitaría la recurrencia de tales eventos. En el «Règlement Organique» de 1861, el Monte Líbano se separó preliminarmente de Siria y se reunió bajo un mutasarrif cristiano (no gobernador) designado por el sultán otomano, con la aprobación de las potencias europeas. El Monte Líbano se convirtió en un mutasarrifato semiautónomo. En septiembre de 1864, el estatuto se convirtió en permanente. El mutasarrif debía ser asistido por un consejo administrativo de doce miembros de las diversas comunidades religiosas en el Líbano. Cada uno de los seis grupos religiosos que habitan el Líbano (maronitas, drusos, sunitas, chiitas, ortodoxos griegos y melquitas) eligió a dos miembros para el consejo.
Este sistema Mutasarrifato duró desde 1861 hasta 1918, aunque fue abolido de facto por Djemal Pasha (uno de los «Tres Pashas» del liderazgo otomano de la Primera Guerra Mundial) en 1915, después de lo cual designó a sus propios gobernadores. 

### Nombramiento
Los miembros de la comisión internacional investigaron muchos nombres para la nueva división administrativa y su gobernador. Se consideraron muchos títulos; Emir (أمير) fue rápidamente refutado porque era ofensivo para la Puerta Otomana (Emir era un título del sultán otomano) y recordaba el sistema Emirato que los otomanos lucharon por abolir. Vali (والي) también cayó en consideración porque los miembros de la comisión querían transmitir la importancia del rango del nuevo título que estaba por encima del de los gobernadores otomanos de los valiatos cercanos; «Gobernador» (حاكم) también fue abandonado porque pensaban que el título era común y generalizado. Los miembros de la comisión también reflexionaron sobre el título de «Presidente» (رئيس جمهورية) pero la designación no fue aprobada por el gobierno otomano. Después de dos semanas de deliberación, se acordó el término francés plénipotentiaire y su traducción al turco mutasarrıf se adoptó como el nuevo título para el gobernador y para la división, que se denominó en árabe como la mutasarrifiya del Monte Líbano.

## Lista de mutasarrifs
Se nombraron y regieron ocho mutasarifes de acuerdo con la regulación básica de mutasarrifs que se emitió en 1861 y luego resultó modificada por la reforma de 1864. Estos eran: 
| Período   | Nombre conocido | Nombre de nacimiento    | Confesión / Religión    | Notas                                                                      |
| --------- | --------------- | ----------------------- | ----------------------- | -------------------------------------------------------------------------- |
| 1861-1868 | Davud Pasha     | Garabet Artin Davoudian | Católico armenio        | Otomano armenio de Estambul                                                |
| 1868-1873 | Franko Pasha    | Nasri Franco Coussa     | Católico greco-melquita | Sirio de Alepo                                                             |
| 1873-1883 | Rüstem Pasha    | Rüstem Mariani          | católico latino         | Italiano de Florencia, ciudadano otomano naturalizado.                     |
| 1883-1892 | Wassa Pasha     | Pashko Vasa Shkodrani   | Católico albanés        | Albanés de Shkodër                                                         |
| 1892-1902 | Naoum Pasha     | Naum Coussa             | Católico greco-melquita | Sirio, hijastro del segundo mutassarrif Nasri Franco Coussa (Franko Pasha) |
| 1902-1907 | Muzaffer Pasha  | Ladislas Czaykowski     | católico latino         | polaco                                                                     |
| 1907-1912 | Yusuf Pasha     | Youssef Coussa          | Católico greco-melquita | Sirio, hijo del segundo mutassarrif Nasri Franco Coussa (Franko Pasha)     |
| 1912-1915 | Ohannes Pasha   | Ohannes Kouyoumdjian    | Católico armenio        | Armenio otomano                                                            |

La palabra mnemónica «DaFRuWNaMYO» (en árabe, دفرونميا) ayudó a los niños de la escuela a memorizar el nombre de los mutasarrifs. 

### Lista de gobernadores
Cuando estalló la Primera Guerra Mundial en 1914, Djemal Pasha ocupó militarmente el Monte Líbano y revocó el sistema del mutasarrifato interrumpiendo la llegada de suministros, británicos y franceses bloquearon además los puertos provocando una gran hambruna en toda la zona. Pasha nombró a los mutasarrifs durante este período. Esos gobernadores fueron: 
- Ali Münif Yeğenağa
- Ismail Bey
- Mümtaz Bey[14]

## Demografía

Territorio del Mutassarifato sobre un mapa de la demografía actual del Líbano

La población total en 1895 se estimó en 399 530, con 80 234 (20.1%) musulmanes y 319 296 (79.9%) cristianos. En 1913, la población total se estimó en 414 747, con 85 232 (20.6%) musulmanes y 329 482 (79.4%) cristianos.  

### Censos de 1895 y 1913
| Religión                                       | 1895    | %    | 1913    | %    |
| ---------------------------------------------- | ------- | ---- | ------- | ---- |
| Sunita                                         | 13 576  | 3.5  | 14 529  | 3.6  |
| Chiitas                                        | 16 846  | 4.3  | 23 413  | 5.5  |
| Druso                                          | 49 812  | 12.5 | 47 290  | 11.3 |
| Maronita                                       | 229 680 | 57.5 | 242 308 | 58.3 |
| Católico griego                                | 34 472  | 8.5  | 31 936  | 7.7  |
| ortodoxo griego                                | 54 208  | 13.5 | 52 536  | 12.8 |
| Otros cristianos (principalmente protestantes) | 936     | 0.3  | 2 882   | 0.7  |
| Población total                                | 399 530 | 100  | 414 747 | 100  |

## Mapas

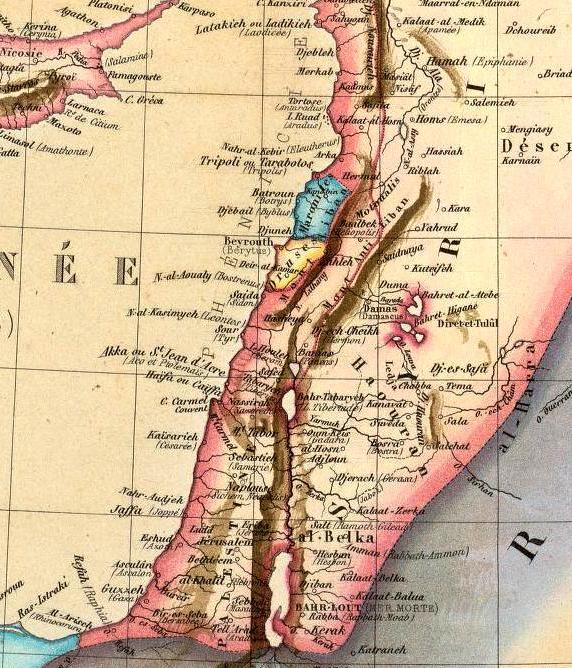
Mapa de 1862
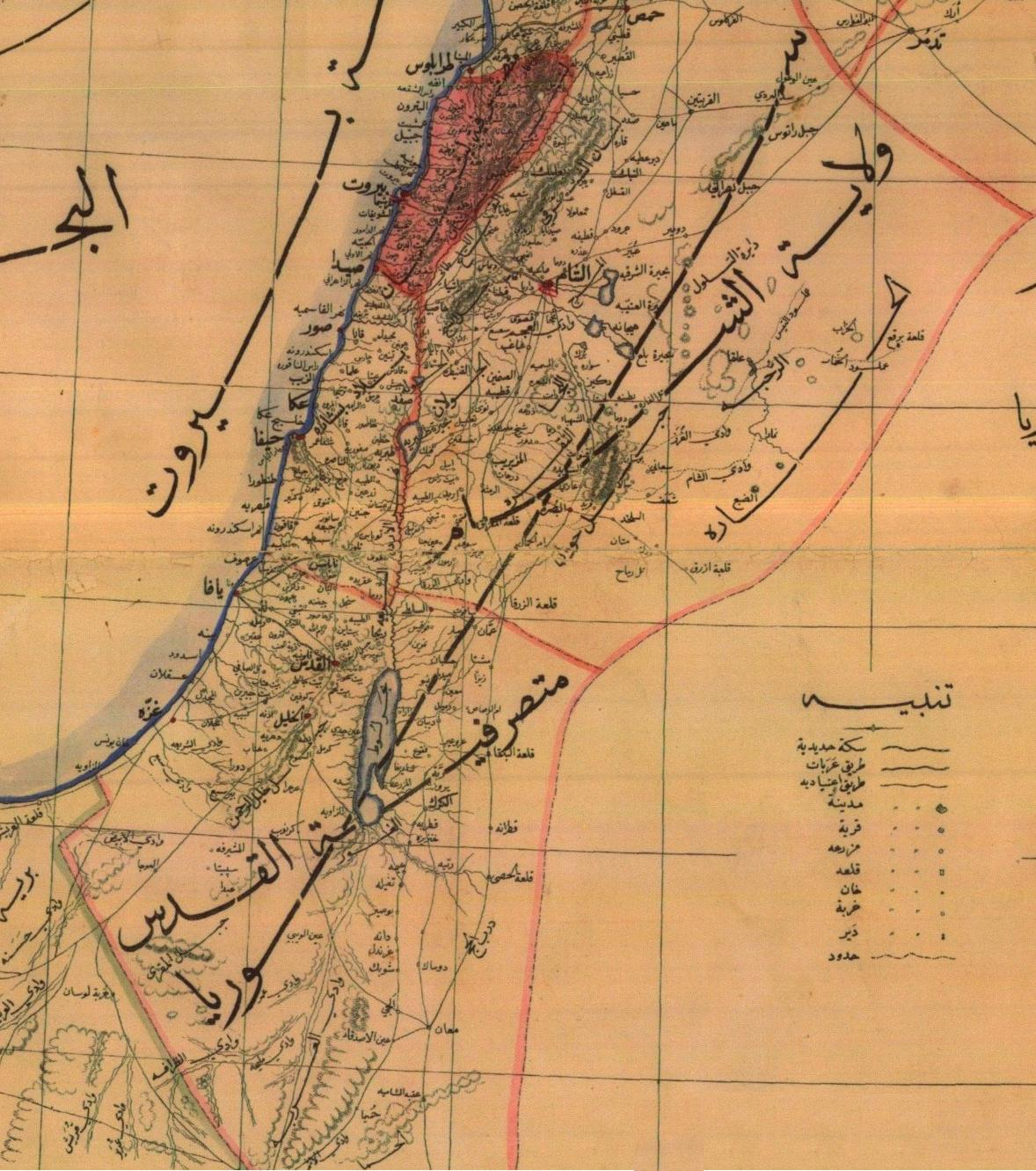
Mapa de 1893
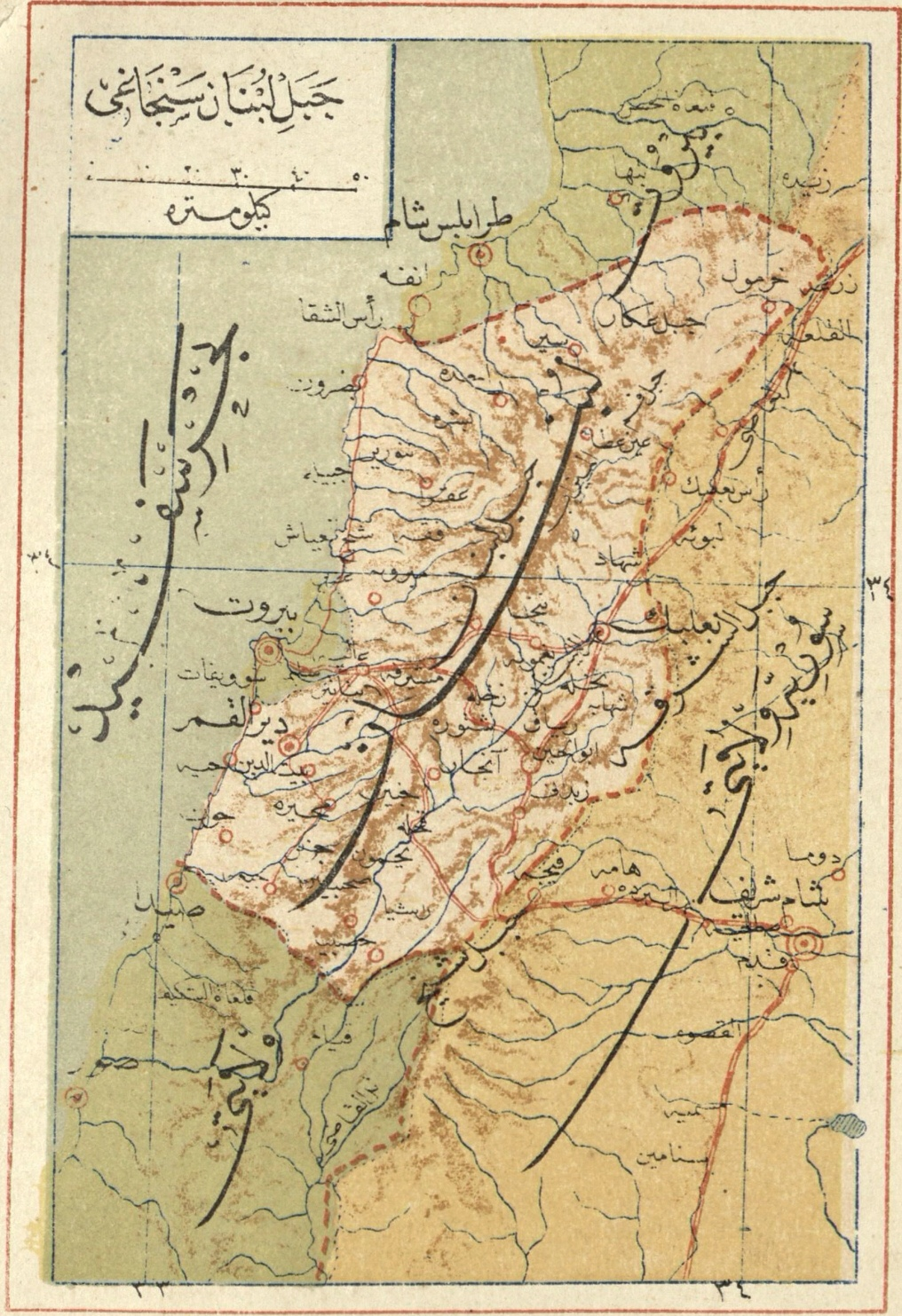
Mapa de 1900
Mapa de 1907